# Nathaniel L. Goldstein
Nathaniel Lawrence Goldstein (* 9. Juni 1896 in New York City; † 24. März 1981 ebenda) war ein US-amerikanischer Jurist und Politiker (Republikanische Partei). Von 1943 bis 1954 war er Attorney General von New York unter dem Gouverneur von New York Thomas E. Dewey. Goldstein bekleidete, wie sein demokratischer Vorgänger John J. Bennett, eine zwölfjährige Amtszeit. Seit der Schaffung des Amts im Jahr 1777 haben nur zwei Attorney General von New York eine längere Amtszeit gedient. Ihre Namen waren Louis J. Lefkowitz, der eine 22-jährige Amtszeit bekleidete, und Robert Abrams, der eine 16-jährige Amtszeit bekleidete.

## Werdegang
Nathaniel Lawrence Goldstein wurde 1896 in der Lower East Side von Manhattan geboren. Seine Eltern waren beide jüdischer Abstammung. Als er sechs Jahre alt war, zog die Familie nach Brooklyn, wo er die High School besuchte. Goldstein war ein guter Redner und von dem Abgeordneten von Brooklyn Charles C. Lockwood inspiriert, der einmal seine Debatten besuchte. Lockwood stellte den jungen Mann als Assistant in seiner Kanzlei an und ermutigte ihn in der Nacht zu studieren und später die New York University zu besuchen. Dort trat er der Alpha Epsilon Pi Studentenverbindung bei.
Während seines Studiums an der New York University arbeitete Goldstein auch als Buchhalter. Seinen Abschluss machte er 1915. Goldstein ging dann an die New York Law School, wo er 1918 graduierte. Nach dem Eintritt der Vereinigten Staaten in den Ersten Weltkrieg verpflichtete er sich ein paar Wochen später als Private in der Infanterie und wurde dann mit einem Truppentransporter nach Europa verschifft. Nach dem Ende des Krieges begann er als Anwalt in der Kanzlei von Lockwood und seinen Partnern zu arbeiten. Einer seiner Partner war der Republikaner Henry L. Stimson, der später unter Präsident Franklin D. Roosevelt während des Zweiten Weltkrieges als Kriegsminister tätig war.
Nach dem Eintritt der Vereinigten Staaten in den Zweiten Weltkrieg nominierte die Republikanische Partei 1942 den 40-jährigen Thomas E. Dewey für den Posten als Gouverneur von New York und den 46-jährigen Nathaniel L. Goldstein für den Posten als Attorney General von New York. Bei den folgenden Wahlen im November 1942 errangen beide jeweils einen Sieg und wurden sowohl 1946 als auch 1950 wiedergewählt.
Im Laufe seines öffentlichen Lebens engagierte er sich aktiv als Philanthrop. In diesem Zusammenhang beteiligte er sich am United Jewish Appeal, der National Conference of Christians and Jews, dem Brooklyn Hebrew Orphan Asylum, der Hebräischen Universität Jerusalem, der Israel Bond Organization, dem Willkie Memorial of Freedom House, der Pace University und der New York Law School.
In seinen letzten Jahren war er als Sonderberater für die Kanzlei Finley, Kumble, Wagner, Heine & Underberg tätig. Er war Trustee an der Fletcher School of Law and Diplomacy und hatte den Vorsitz im Board of Overseers am Harry S. Truman Research Institute for the Advancement of Peace an der Hebräischen Universität Jerusalem.
Goldstein verstarb 1981, im Alter von 84 Jahren, in seinem Heim in Manhattan an den Folgen eines Herzinfarkts. Er hinterließ seine Ehefrau, die frühere Etta May Brown, und zwei Kinder.